# 丁科仓
丁科仓（1950年—），藏族，中华人民共和国政治人物、第十一届全国政协委员。
担任甘肃省佛教协会副会长、甘肃省夏河县人大常委会副主任。2008年，当选第十一届全国政协委员，代表宗教界，分入第五十一组。